# Côme Antoine Geoffroy
Pour les articles homonymes, voir Geoffroy.
Côme Antoine Geoffroy est un homme politique français né le 4 juin 1756 à La Clayette (Saône-et-Loire) et décédé le 23 décembre 1835 à La Clayette. Il fut un des parlementaires de Saône-et-Loire de 1795 à 1816.

## Biographie
Avocat, il est membre de l'administration municipale de Dyo de 1790 à 1792. Conseiller général de Saône-et-Loire de 1790 à 1792, il en brièvement est président en septembre 1792. Il est élu député de Saône-et-Loire au Conseil des Cinq-cents le 25 vendémiaire an IV, et le quitte en l'an VII. Il entre au Corps législatif après le coup d'État du 18 Brumaire et y reste jusqu'en 1814. Il se rallie à la Restauration et retrouve son siège dans la Chambre introuvable, siégeant dans la majorité. Juge de paix à La Clayette en 1818, il est de nouveau conseiller général de 1819 à 1835.
Il est le frère de Jean-Baptiste Geoffroy, député aux États généraux.

## Sources
- « Côme Antoine Geoffroy », dans Adolphe Robert et Gaston Cougny, Dictionnaire des parlementaires français, Edgar Bourloton, 1889-1891 [détail de l’édition]